# Hugo Cuypers
Hugo Jean-Marc Cuypers (ur. 12 lutego 1998 w Liège) – belgijski piłkarz występujący na pozycji napastnika w belgijskim klubie KAA Gent.

## Kariera klubowa
Swoją piłkarską karierę Cuypers rozpoczynał w juniorach takich klubów jak FC De Zwaluw Vechmaal, Excelsior Veldwezelt, CS Visé (2012-2014) i Standard Liège (2014-2016), W barwach Standardu zadebiutował w pierwszej lidze belgijskiej, a jego debiut miał miejsce 3 kwietnia 2016 w wygranym 1:0 wyjazdowym meczu z Waasland-Beveren. Był to zarazem jego jedyny mecz w zespole Standardu. W sezonie 2016/2017 był z niego wypożyczony do trzecioligowego RFC Seraing.
W 2017 roku Cuypers został piłkarzem drugoligowego greckiego Ergotelisu. Swój debiut w nim zaliczył 29 października 2017 w zremisowanym 0:0 domowym meczu z GS Kallithea. W Ergotelisie grał przez rok, a w sezonie 2018/2019 był bez przynależności klubowej.
Latem 2019 Cuypers został piłkarzem Olympiakosu, a następnie został wypożyczony do grającego w Ligue 2, AC Ajaccio. W Ajaccio zadebiutował 13 września 2019 w zremisowanym 0:0 domowym meczu z US Orléans.
W 2020 roku Cuypers wrócił do Olympiakosu i 26 września 2020 zaliczył w nim debiut w wygranym 2:0 domowym meczu z Panathinaikosem. W sezonie 2020/2021 wywalczył z Olympiakosem mistrzostwo Grecji. 
W lipcu 2021 Cuypers został sprzedany za 750 tysięcy euro do KV Mechelen, w którym swój debiut zaliczył 25 lipca 2021 w wygranym 3:2 domowym meczu z Royalem Antwerp.
| Sezon   | Klub           | Kraj    | Rozgrywki            | Mecze | Gole |
| ------- | -------------- | ------- | -------------------- | ----- | ---- |
| 2015/16 | Standard Liège | Belgia  | Eerste klasse A      | 1     | 0    |
| 2016/17 | RFC Seraing    | Belgia  | Nationaal 1          | 19    | 6    |
| 2017/18 | PAE Ergotelis  | Grecja  | Superleague Ellada 2 | 28    | 22   |
| 2019/20 | AC Ajaccio     | Francja | Ligue 2              | 22    | 5    |
| 2020/21 | Olympiakos SFP | Grecja  | Superleague Ellada   | 10    | 1    |

## Kariera reprezentacyjna
Cuypers grał w młodzieżowej reprezentacji Belgii na szczeblu U-19.

## Sukcesy

### Standard Liège
- Puchar Belgii: 2015/2016

### Olympiakos SFP
- Mistrzostwo Grecji: 2020/2021

### Indywidualne
- Król strzelców Eerste klasse: 2022/2023 (27 goli)